# Rodrigo Cordero
Rodrigo Antonio Cordero Solano (ur. 4 grudnia 1973) – kostarykański piłkarz grający na pozycji defensywnego pomocnika.

## Kariera klubowa
Swoją karierę piłkarską Cordero rozpoczął w klubie LD Alajuelense, w barwach którego zadebiutował w pierwszej lidze Kostaryki. W 1996 roku po raz pierwszy został mistrzem Kostaryki. Zdobył też Copa Interclubes UNCAF. Rok później ponownie został mistrzem kraju. W 1998 roku przeszedł do CS Herediano z miasta Heredia. Zawodnikiem Herediano był przez 6 sezonów i w tym okresie nie osiągnął większych sukcesów. W 2004 roku zmienił barwy klubowe i odszedł do Brujas FC. Z kolei w 2005 roku został piłkarzem CS Cartaginés, w którym także spędził rok. W sezonie 2006/2007 Rodrigo występował w Municipal Pérez Zeledón. Od lata 2007 jest piłkarzem drugoligowego Municipal Puntarenas.

## Kariera reprezentacyjna
W reprezentacji Kostaryki Cordero zadebiutował 21 czerwca 2000 roku w przegranym 0:1 towarzyskim meczu z Paragwajem. W 2002 roku został powołany przez Alexandre Guimarãesa do kadry na Mistrzostwa Świata 2002. Tam był rezerwowym zawodnikiem i nie rozegrał żadnego spotkania. Do 2004 roku rozegrał w kadrze narodowej 34 spotkania i zdobył jednego gola.